# ساگروو (کارولینای شمالی)
ساگروو (به انگلیسی: Seagrove) شهری در ایالت کارولینای شمالی کشور ایالات متحده آمریکا است که جمعیت آن در سرشماری سال ۲۰۱۰ میلادی، ۲۲۸ نفر بوده‌است.